# João Amaral
João Pedro Reis Amaral (Vila Nova de Gaia, 7 de setembro de 1991) é um jogador de futebol profissional português que joga no F.C. Paços de Ferreira emprestado por Lech Poznań como meia. Casado atualmente com Ana Costa.

## Carreira no clube

### V. Setúbal
Nascido em Vila Nova de Gaia, Distrito do Porto, Amaral jogou na liga inferior e no futebol amador até os 24 anos de idade, trabalhando em uma fábrica de rótulos de garrafas de vinho durante esse período. Em 6 de junho de 2016, ele foi direto para a Primeira Liga depois de assinar um contrato de três anos com o Vitória FC do FC Pedras Rubras.
Amaral estreou na primeira divisão portuguesa em 21 de agosto de 2016, iniciando e apresentando 64 minutos em um empate por 1-1 fora com o S.L. Benfica. Ele marcou seu primeiro gol na competição no fim de semana seguinte vencendo o F.C. Arouca por 2-0, somando mais quatro até o final da temporada, deixando seu time em 12.º.

### Benfica e Lech Poznań
Em 29 de maio de 2018, Amaral ingressou no Benfica por um contrato de três anos. Pouco depois, em 21 de julho, ele assinou um contrato de quatro anos com o clube polonês Lech Poznań. Estreou cinco dias depois, marcando no último minuto do empate por 1-1 contra o F.C. Shakhtyor Soligorsk na segunda pré-eliminatória da UEFA Europa League.
Amaral voltou ao seu país em 2 de janeiro de 2020, sendo emprestado ao F.C. Paços de Ferreira até 30 de junho.

## Estatísticas de carreira

### Clube
- Atualizado até 22 December 2019.

| Clube           | Temporada      | Liga                   | Liga  | Liga | Copa  | Copa | Europa | Europa | Outros | Outros | Total | Total |
| Clube           | Temporada      | Liga                   | Jogos | Gols | Jogos | Gols | Jogos  | Gols   | Jogos  | Gols   | Jogos | Gols  |
| --------------- | -------------- | ---------------------- | ----- | ---- | ----- | ---- | ------ | ------ | ------ | ------ | ----- | ----- |
| Mirandela       | 2013–14        | Campeonato de Portugal | 32    | 6    | 0     | 0    | –      | –      | –      | –      | 32    | 6     |
| Pedras Rubras   | 2014–15        | Campeonato de Portugal | 8     | 1    | 0     | 0    | –      | –      | –      | –      | 8     | 1     |
| Pedras Rubras   | 2015–16        | Campeonato de Portugal | 32    | 6    | 0     | 0    | –      | –      | –      | –      | 32    | 6     |
| Pedras Rubras   | Total          | Total                  | 40    | 7    | 0     | 0    | –      | –      | –      | –      | 40    | 7     |
| Oliveirense     | 2014–15        | Campeonato de Portugal | 21    | 6    | 0     | 0    | –      | –      | –      | –      | 21    | 6     |
| Vitória Setúbal | 2016–17        | Primeira Liga          | 33    | 5    | 1     | 0    | –      | –      | 2      | 0      | 36    | 5     |
| Vitória Setúbal | 2017–18        | Primeira Liga          | 33    | 9    | 1     | 0    | –      | –      | 6      | 0      | 40    | 9     |
| Vitória Setúbal | Total          | Total                  | 66    | 14   | 2     | 0    | –      | –      | 8      | 0      | 76    | 14    |
| Lech Poznań     | 2018–19        | Ekstraklasa            | 25    | 8    | 2     | 1    | 3      | 1      | –      | –      | 30    | 10    |
| Lech Poznań     | 2019–20        | Ekstraklasa            | 15    | 3    | 2     | 0    | –      | –      | –      | –      | 17    | 3     |
| Lech Poznań     | Total          | Total                  | 40    | 11   | 4     | 1    | 3      | 1      | –      | –      | 47    | 13    |
| Carreira total  | Carreira total | Carreira total         | 199   | 44   | 6     | 1    | 3      | 1      | 8      | 0      | 216   | 46    |